# سوپربول ۵۱
سوپر بول ۵۱ (انگلیسی: Super Bowl LI) پنجاه و یکمین دورهٔ سوپربول و ۴۷مین مسابقهٔ قهرمانی در عصر جدید لیگ ملی فوتبال بود. در پایان پتریوتس توانست فالکونز را با نتیجه ۳۴–۲۸ در وقت اضافه شکست دهد.

## کام بک تاریخی
بهترین کامبک تاریخ در این سوپربول رخ داد. نیو انگلند پتریوتس پس از رسیدن به فینال فصل ۵۱ لیگ ملی فوتبال آمریکایی (۲۰۱۷)، رو در روی تیم آتلانتا فالکونز قرار گرفت. آغاز بازی برای نیو انگلند اصلاً جالب نبود و کار تا آنجایی پیش رفت که تا اواخر کوارتر سوم، ۲۸–۳ عقب ماند و هواداران نیو انگلند شروع به ترک ورزشگاه کردند. اما پتریوتس کواتر چهارم بازی را طوفانی آغاز کرده و کار را مساوی (۲۸–۲۸) کرده تا بازی به وقت اضافه کشد. این اولین فینال در تاریخ لیگ فوتبال آمریکایی بود که به وقت اضافه کشیده می‌شد. در وقت اضافه پتریوتس تسلط بازی را حفظ کرده و در کمال ناباوری آتلانتا فالکونز را با نتیجه ۲۸–۳۴ شکست داده و برای پنجمین بار قهرمان می‌شود. تام بریدی نقش به سزایی را در برد و قهرمانی این تیم ایفا کرد. دونالد ترامپ، رئیس‌جمهور وقت آمریکا، بابت این برد ابراز شگفتی کرده و در توییتر خود به تام بریدی و تیم تبریک گفت.